# Bowers Piedmont Glacier
Bowers Piedmont Glacier är en glaciär i Antarktis. Den ligger i Östantarktis. Nya Zeeland gör anspråk på området. Bowers Piedmont Glacier ligger 31 meter över havet.
Terrängen runt Bowers Piedmont Glacier är varierad. Havet är nära Bowers Piedmont Glacier åt nordost. Trakten är obefolkad. Det finns inga samhällen i närheten. 